# Élections régionales de 1983 en Schleswig-Holstein
Les élections régionales de 1983 en Schleswig-Holstein (en allemand : Landtagswahl in Schleswig-Holstein 1983) se tiennent le 13 mars 1983, afin d'élire les 74 députés de la 10e législature du Landtag pour un mandat de quatre ans.
Le scrutin est marqué par une nouvelle victoire de la CDU, qui conserve et renforce sa majorité absolue acquise au cours des élections de 1971. Uwe Barschel reste donc ministre-président.

## Contexte
Aux élections régionales du 29 avril 1979, la CDU du ministre-président Gerhard Stoltenberg conserve de justesse sa majorité absolue en sièges. Perdant celle en voix avec 48,3 % des suffrages exprimés, elle obtient 37 députés sur 73. Stoltenberg devient alors le premier chef du gouvernement du Land à entamer un troisième mandat.
Toujours emmené par Klaus Matthiesen, le SPD reste la principale force de l'opposition parlementaire, rassemblant 41,7 % des voix et 31 parlementaires. Le FDP d'Uwe Ronneburger conserve de peu sa place au Landtag puisqu'il réunit seulement 5,5 % des exprimés et remporte donc quatre élus.
Le 4 octobre 1982, Gerhard Stoltenberg démissionne après 11 ans et cinq mois passés au pouvoir, pour devenir ministre fédéral des Finances. Après Kai-Uwe von Hassel, c'est le second chef de l'exécutif régional à quitter ses fonctions pour intégrer le cabinet fédéral. Le vice-ministre-président Henning Schwarz assure l'intérim jusqu'au 14 octobre, quand le ministre de l'Intérieur Uwe Barschel est investi ministre-président. À l'âge de 38 ans, il est le plus jeune dirigeant d'un Land de l'histoire fédérale.
Peu après, le SPD remplace Matthiesen par l'ancien ministre fédéral de l'Éducation Björn Engholm, député fédéral de Lübeck au Bundestag depuis 1969.
Le 24 février 1983, deux mois avant le scrutin, les députés s'accordent pour prolonger la législature de six mois et donc la faire durer jusqu'au 2 octobre 1987.

## Mode de scrutin
Le Landtag est constitué de 74 députés (en allemand : Mitglied des Landtags, MdL), élus pour une législature de quatre ans au suffrage universel direct et suivant le scrutin proportionnel d'Hondt.
Chaque électeur dispose d'une voix, qui compte double : elle lui permet de voter pour un candidat de sa circonscription, selon les modalités du scrutin uninominal majoritaire à un tour, le Land comptant un total de 44 circonscriptions ; elle est alors automatiquement attribuée au parti politique dont ce candidat est le représentant.
Lors du dépouillement, l'intégralité des 74 sièges est répartie en fonction des voix attribuées aux partis, à condition qu'un parti ait remporté 5 % des voix au niveau du Land. Cette limite ne s'applique pas à la Fédération des électeurs du Schleswig du Sud, qui représente les Danois d'Allemagne. Si un parti a remporté des mandats au scrutin uninominal, ses sièges sont d'abord pourvus par ceux-ci.
Dans le cas où un parti obtient plus de mandats au scrutin uninominal que la proportionnelle ne lui en attribue, la taille du Landtag est augmentée jusqu'à rétablir la proportionnalité.

## Campagne

### Principales forces
| Parti | Parti                                                                              | Chef de file                      | Résultats de 1979          |
| ----- | ---------------------------------------------------------------------------------- | --------------------------------- | -------------------------- |
|       | Union chrétienne-démocrate d'Allemagne Christlich Demokratische Union Deutschlands | Uwe Barschel (Ministre-président) | 48,3 % des voix 37 députés |
|       | Parti social-démocrate d'Allemagne Sozialdemokratische Partei Deutschlands         | Björn Engholm                     | 41,7 % des voix 31 députés |
|       | Parti libéral-démocrate Freie Demokratische Partei                                 | Uwe Ronneburger                   | 5,5 % des voix 4 députés   |
|       | Fédération des électeurs du Schleswig du Sud Südschleswigscher Wählerverband       | Karl Otto Mayer                   | 1,4 % des voix 1 député    |

## Résultats

### Voix et sièges
| Parti                             | Parti                                              | Voix      | Voix  | Sièges | Sièges        | Sièges | Sièges | Sièges        |
| Parti                             | Parti                                              | Votes     | %     | MU1    | +/-           | Liste  | Total  | +/-           |
| --------------------------------- | -------------------------------------------------- | --------- | ----- | ------ | ------------- | ------ | ------ | ------------- |
|                                   | Union chrétienne-démocrate d'Allemagne (CDU)       | 814 557   | 49,00 | 33     | 1             | 6      | 39     | 2             |
|                                   | Parti social-démocrate d'Allemagne (SPD)           | 726 632   | 43,71 | 11     | 1             | 23     | 34     | 3             |
|                                   | Les Verts (Grünen)                                 | 60 864    | 3,57  | 0      | en stagnation | 0      | 0      | en stagnation |
|                                   | Parti libéral-démocrate (FDP)                      | 35 832    | 2,16  | 0      | en stagnation | 0      | 0      | 4             |
|                                   | Fédération des électeurs du Schleswig du Sud (SSW) | 21 807    | 1,31  | 0      | en stagnation | 1      | 1      | en stagnation |
|                                   | Parti communiste allemand (DKP)                    | 2 199     | 0,13  | 0      | en stagnation | 0      | 0      | en stagnation |
|                                   | Autres                                             | 2 087     | 0,13  | 0      | en stagnation | 0      | 0      | en stagnation |
|                                   |                                                    |           |       |        |               |        |        |               |
| Votes valides                     | Votes valides                                      | 1 662 472 | 99,70 |        |               |        |        |               |
| Votes blancs et nuls              | Votes blancs et nuls                               | 4 822     | 0,30  |        |               |        |        |               |
| Total                             | Total                                              | 1 667 294 | 100   | 44     | en stagnation | 30     | 74     | 1             |
| Abstentions                       | Abstentions                                        | 298 587   | 15,19 |        |               |        |        |               |
| Nombre d'inscrits / participation | Nombre d'inscrits / participation                  | 1 965 881 | 84,81 |        |               |        |        |               |